# Мішкинська сільська рада
Мі́шкинська сільська рада (рос. Мишкинский сельский совет) — муніципальне утворення у складі Мішкинського району Башкортостану, Росія. Адміністративний центр — село Мішкино.

## Населення
Населення — 7644 особи (2019, 7381 в 2010, 7310 в 2002).

## Склад
До складу поселення входять такі населені пункти:
| Населений пункт          | Населення, осіб (2002) | Населення, осіб (2010) |
| ------------------------ | ---------------------- | ---------------------- |
| Восход, присілок         | 17                     | 15                     |
| Кігазитамаково, присілок | 228                    | 184                    |
| Ленінське, село          | 348                    | 306                    |
| Мішкино, село            | 5797                   | 6021                   |
| Нововаськино, присілок   | 201                    | 172                    |
| Новоключево, присілок    | 176                    | 154                    |
| Староваськино, присілок  | 539                    | 529                    |
| Унур, присілок           | 4                      | 0                      |